# Tarsovalgus hatai
Tarsovalgus hatai är en skalbaggsart som beskrevs av Miyake 1993. Tarsovalgus hatai ingår i släktet Tarsovalgus och familjen Cetoniidae. Inga underarter finns listade i Catalogue of Life.